# Люблинская и Холмская епархия
Лю́блинская и Хо́лмская епархия (пол. Diecezja Lubelsko-Chełmska) — епархия Польской Православной Церкви. Охватывает воеводства юго-восточной Польши. Кафедральный город — Люблин. Кафедральный собор — Преображенский (Люблин).

## История
Из исторических источников достоверно известно, что православная церковь существовала в Люблине уже в 1395 году.
23 апреля 1875 года учреждено Люблинское викариатство Холмско-Варшавской епархии Русской Православной Церкви для управления возвращёнными из унии приходами.
Продолжила существование в составе отделившейся Польской Православной Церкви как викариатство Варшавской епархии.
Решением Архиерейского Собора Польской Православной Церкви от 25 марта 1989 года была образована самостоятельная Люблинская и Холмская епархия, территория которой была выделена из состава Варшавской епархии. На момент создания епархия объединяла 16 приходов, разделённых на два благочиния.

## Епископы
Люблинское викариатство Холмской епархии
- Маркелл (Попель) (8 июля 1875 — 9 декабря 1878)
- Модест (Стрельбицкий) (9 декабря 1878 — 7 июня 1885)
- Флавиан (Городецкий) (29 июня 1885 — 14 декабря 1891)
- Гедеон (Покровский) (12 января 1892 — 22 декабря 1896)
- Тихон (Беллавин) (19 октября 1897 — 14 сентября 1898)
- Герман (Иванов) (1 ноября 1898 — 5 декабря 1902)
- Евлогий (Георгиевский) (2 января 1903 — 18 июля 1905)

Люблинское викариатство Варшавской епархии
- Александр (Иноземцев) (4 июня — конец 1922)
- Антоний (Марценко) (25 февраля 1923—1928)
- Савва (Советов) (3 апреля 1932—1937)
- Тимофей (Шрёттер) (27 ноября 1938 — 15 июля 1946)
- Никанор (Неслуховский) (21 февраля 1965 — 5 мая 1966)
- Алексий (Ярошук) (22 января 1970 — 23 июня 1971)
- Симон (Романчук) (26 ноября 1979 — 31 июля 1981)
- Адам (Дубец) (30 января — 30 октября 1983)

Люблинская епархия
- Авель (Поплавский) (с 25 марта 1989)

## Благочиннические округа
- Бяло-Подляский
- Холмский
- Люблинский
- Тереспольский
- Замостьский

## Монастыри
- Монастырь святого Серафима Саровского в Костомлотах
- Монастырь покрова Пресвятой Богородицы в Турковицах

бывшие
- Леснинский Богородицкий монастырь (женские; Лесьна-Подляска)